# 五行穴
五行穴（ごぎょうけつ）とは、十二経脈上にある経穴のことである。「五兪穴」、「五輸穴」とも呼ばれる。井（せい）、滎（えい）、兪（ゆ）、経（けい）、合（ごう）の名前は気の流れを水流れに例えてつけられ、それぞれに五行を当てはめ、陰経は木火土金水の順番で、陽経は金水木火土の順番で経気（けいき、すなわち脈気の流れ）が流れる。

## 井穴
- 井穴は、経気が出（脈気の出ところ）を主り、主治が心窩満（心窩部の膨満感や緊張）。陰経は井木穴（せいもくけつ）、陽経は井金穴（せいきんけつ）と呼ばれる。

### 井木穴
- 手陰経
  - 肺経：少商
  - 心経：少衝
  - 心包経：中衝
- 足陰経
  - 脾経：隠白
  - 腎経：湧泉
  - 肝経：大敦

### 井金穴
- 手陽経
  - 大腸経：商陽
  - 小腸経：少沢
  - 三焦経：関衝
- 足陽経
  - 胃経：厲兌
  - 膀胱経：至陰
  - 胆経：足竅陰

## 滎穴
- 滎穴は、経気が溜（脈気が流れるところ）を主り、主治が身熱（体の熱）。陰経は滎火穴（えいかけつ）、陽経は滎水穴（えいすいけつ）と呼ばれる。

### 滎火穴
- 手陰経
  - 肺経：魚際
  - 心経：少府
  - 心包経：労宮
- 足陰経
  - 脾経：大都
  - 腎経：然谷
  - 肝経：行間

### 滎水穴
- 手陽経
  - 大腸経：二間
  - 小腸経：前谷
  - 三焦経：液門
- 足陽経
  - 胃経：内庭
  - 膀胱経：足通谷
  - 胆経：侠谿

## 兪穴
- 兪穴は注（脈気が注ぐところ）を主り、主治が体重筋痛（体が重だるく関節が痛む）。陰経は兪土穴（ゆどけつ、原穴と同じ経穴なので兪土原穴とも呼ばれる）、陽経は兪木穴（ゆもくけつ）と呼ばれる。

### 兪土穴
- 手陰経
  - 肺経：太淵
  - 心経：神門
  - 心包経：大陵
- 足陰経
  - 脾経：太白
  - 腎経：太谿
  - 肝経：太衝

### 兪木穴
- 手陽経
  - 大腸経：三間
  - 小腸経：後谿
  - 三焦経：中渚
- 足陽経
  - 胃経：陥谷
  - 膀胱経：束骨
  - 胆経：足臨泣

## 経穴
- 経穴は行（脈気が行くところ）を主り、主治が喘咳寒熱（呼吸困難、咳、悪寒や発熱）。陰経は経金穴（けいきんけつ）、陽経は経火穴（けいかけつ）と呼ばれる。

### 経金穴
- 手陰経
  - 肺経：経渠
  - 心経：霊道
  - 心包経：間使
- 足陰経
  - 脾経：商丘
  - 腎経：復溜
  - 肝経：中封

### 経火穴
- 手陽経
  - 大腸経：陽谿
  - 小腸経：陽谷
  - 三焦経：支溝
- 足陽経
  - 胃経：解谿
  - 膀胱経：崑崙
  - 胆経：陽輔

## 合穴
- 合穴は入（脈気が入るところ）を主り、主治が逆気泄（逆気はのぼせ、泄はもらす）。陰経は合水穴（ごうすいけつ）、陽経は合土穴（ごうどけつ）と呼ばれる。

### 合水穴
- 手陰経
  - 肺経：尺沢
  - 心経：少海
  - 心包経：曲沢
- 足陰経
  - 脾経：陰陵泉
  - 腎経：陰谷
  - 肝経：曲泉

### 合土穴
- 手陽経
  - 大腸経：曲池
  - 小腸経：小海
  - 三焦経：天井
- 足陽経
  - 胃経：足三里
  - 膀胱経：委中
  - 胆経：陽陵泉